# Hockey Club Fribourg-Gottéron
Il Fribourg-Gottéron è il club di hockey su ghiaccio della città di Friburgo in Svizzera.
Partecipa al campionato di National League.

## Storia
Il Gottéron fu grande protagonista soprattutto nella prima metà degli anni '90: grazie a fuoriclasse quali Viacheslav Bykov e Andrei Khomutov accedette per tre anni di fila alla finale del campionato (1992, 1993, 1994) ma non riuscì mai a vincere il titolo.

Negli anni successivi la squadra friburghese non fu in grado di ripetersi e i risultati furono piuttosto altalenanti.

La stagione 2005/06 si rivelò molto difficile per il Friburgo: la squadra burgunda rischiò la retrocessione in serie B, ma riuscì a salvarsi battendo nello spareggio l'EHC Biel.

Nella stagione 2007/08, dopo tre anni difficili, il Gottéron riuscì a qualificarsi per i play-off; quell'anno sorprese tutti eliminando nei quarti di finale i rivali storici dello SC Bern, prima di inchinarsi al Genève-Servette HC in semifinale.

Nelle ultime stagioni il Friburgo è sempre riuscito a raggiungere i play-off, a più riprese ha conquistato le semifinali, non riuscendo però ad accedere all'atto conclusivo.

## Rosa
| #  | Nazionalità       | Giocatore           | Ruolo | Tiro | Acquisto       | Età | Luogo di nascita             |
| -- | ----------------- | ------------------- | ----- | ---- | -------------- | --- | ---------------------------- |
| 20 | Svizzera          | Reto Berra          | GK    | L    | 2018/19        | 33  | Bülach, Svizzera             |
| 35 | Svizzera          | Ludovic Waeber      | GK    | L    | Vivaio         | 23  | Friborgo, Svizzera           |
| 2  | Svizzera          | Marc Abplanalp      | D     | L    | 2001/02        | 35  | Grindelwald, Svizzera        |
| 3  | Svizzera          | Benjamin Chavaillaz | D     | L    | 2016/17        | 30  | Morges, Svizzera             |
| 33 | Svizzera          | Marco Forrer        | D     | R    | 2018/19        | 23  | Steckborn, Svizzera          |
| 5  | Svizzera          | Philippe Furrer     | D     | L    | 2018/19        | 34  | Berna, Svizzera              |
| 45 | Svizzera          | Jorden Gähler       | D     | R    | 2019/20 (loan) | 26  | Urnäsch, Svizzera            |
| 18 | Statunitense      | Ryan Gunderson      | D     | L    | 2019/20        | 34  | Bensalem, PA, USA            |
| 29 | Svizzera          | Jérémie Kamerzin    | D     | R    | 2019/20        | 31  | Icogne, Svizzera             |
| 7  | Svizzera          | Aurélien Marti      | D     | L    | 2019/20        | 25  | Losanna, Svizzera            |
| 14 | Svizzera          | Ralph Stalder       | D     | L    | 2016/17        | 33  | Buckten, Svizzera            |
| 42 | Canadese          | Zach Boychuck       | F     | L    | 2019/20        | 30  | Airdrie, AB, Canada          |
| 34 | Svedese           | Daniel Brodin       | F     | R    | 2019/20        | 29  | Stoccolma, Svezia            |
| 89 | Svizzera/Russa    | Andrei Bykov        | F     | L    | Vivaio         | 31  | Mosca, Russia                |
| 51 | Canadese          | David Desharnay     | F     | L    | 2019/20        | 33  | Laurier-Station, QC, Canada  |
| 96 | Svizzera/Italiana | Adrien Lauper       | F     | L    | 2019/20        | 32  | Friborgo, Svizzera           |
| 11 | Svizzera/Ceca     | Lukas Lhotak        | F     | L    | 2018/19        | 26  | Praga, Cechia                |
| 97 | Svizzera          | Nathan Marchon      | F     | L    | Vivaio         | 22  | Friborgo, Svizzera           |
| 71 | Svizzera          | Killian Mottet      | F     | L    | Vivaio         | 28  | Evionnaz, Svizzera           |
| 46 | Svizzera          | Matthias Rossi      | F     | R    | 2017/18        | 29  | Menziken, Svizzera           |
| 73 | Svizzera          | Sandro Schmid       | F     | L    | 2019/20        | 19  | Friborgo, Svizzera           |
| 21 | Svizzera          | Flavio Schmutz      | F     | L    | 2015/16        | 25  | Andwil, Svizzera             |
| 86 | Svizzera          | Julien Sprunger     | F     | R    | Vivaio         | 34  | Friborgo, Svizzera           |
| 25 | Svedese           | Viktor Stålberg     | F     | L    | 2019/20        | 33  | Göteborg, Svezia             |
| 28 | Svizzera          | Tristan Vauclair    | F     | L    | 2011/12        | 34  | Delémont, Svizzera           |
| 23 | Svizzera          | Samuel Walser       | F     | L    | 2018/19        | 27  | Mümliswil-Ramiswil, Svizzera |

### Staff tecnico
| Nome            | Nazionalità      | Data di nascita |
| --------------- | ---------------- | --------------- |
| Christian Dubé  | Svizzera, Canada |                 |
| Pavel Rosa      | Rep. Ceca        |                 |
| David Aebischer | Svizzera         |                 |

## Palmarès

### Competizioni internazionali
- Coppa Spengler: 1